# Liège Basket
Liège Basket ist ein belgischer Basketballverein aus Lüttich.

## Geschichte
Der Klub wurde 1967 als Fléron Basket Club gegründet. Bis zum Jahrhundertwechsel spielte man in den unterklassigen Ligen des belgischen Basketballs.
Im Jahr 2000 schloss man sich mit den beiden Vereinen BC Hannut und Essor Hannut zusammen, nannte sich in Belgacom Liège Basket um und stieg in die 1. Liga auf.
Es folgten die größten Erfolge der Vereinsgeschichte. 2001 erreichte man das Viertelfinale des Korać-Cup, einem Europapokal. Den ersten und bisher einzigen Titel gewann man 2004, den belgischen Basketball-Pokal.
2012 beendete Belgacom sein Sponsoring, sodass sich der Verein in Liège Basket umbenannte.

## Halle
Der Klub trägt seine Heimspiele in der 5.600 Plätze umfassenden Country Hall Ethias Liège aus.

## Erfolge
- Belgischer Pokalsieger 2004